# Elvis Tsui
Elvis Tsui Kam-kong (cinese tradizionale: 徐錦江; cinese semplificato: 徐锦江; pinyin: Xú Jǐnjiāng; Mudanjiang, 13 ottobre 1961) è un attore cinese di etnia Manciù.

## Biografia
Dopo essersi diplomato in arte alla Guangzhou Academy of Fine Arts, dove ebbe come insegnante anche l'artista Guan Shanyue, nel 1982 Elvis Tsui si trasferì ad Hong Kong per divenire fotografo, modello e cantante nei nightclub.
Nel 1987, l'artista incontrò il regista Johnny Mak, che gli propose di recitare nel film Long Arm of the Law II. A causa del suo aspetto fiero, a Tsui è spesso affidato il ruolo dell'antagonista o del cattivo. L'attore ha anche interpretato diversi film erotici ad Hong Kong (classificati nel cinema di Hong Kong come categoria III), quali la serie di Sex and Zen e Viva Erotica (1996), il quale gli valse una nomination come "Miglior Attore di Supporto" ai Sedicesimi Hong Kong Film Awards. In anni più recenti, Tsui è approdato anche all'industria cinematografica della Cina continentale, lavorando spesso con il regista Wong Jing.

## Filmografia
| Anno | Titolo                                      | Ruolo                              | Note  |
| ---- | ------------------------------------------- | ---------------------------------- | ----- |
| 1978 | Half a Loaf of Kung Fu                      |                                    |       |
| 1983 | The Lady is the Boss                        |                                    |       |
| 1983 | Shaolin Prince                              | Monaco Wuren                       |       |
| 1983 | Holy Flame of the Martial World             |                                    |       |
| 1983 | Shaolin Intruders                           | Monaco shaolin Jingang             |       |
| 1983 | Health Warning                              | Combattente skinhead alto          |       |
| 1983 | Shaolin and Wu Tang                         | Abate shaolin                      |       |
| 1983 | The Boxer's Omen                            | Abate Qingzhao                     |       |
| 1983 | The Enchantress                             | Fratello di Yun Feiyang            |       |
| 1984 | The Hidden Power of the Dragon Sabre        | Weizhen                            |       |
| 1984 | Return of the Bastard Swordsman             | Capo della setta Diancang          |       |
| 1984 | Wits of the Brats                           |                                    |       |
| 1984 | Lust from Love of a Chinese Courtesan       | Cliente del bordello               |       |
| 1984 | My Darling Genie                            | Rapinatore di Ren                  |       |
| 1984 | Opium and the Kung Fu Master                | Brigante assoldato da Cat          |       |
| 1984 | New Tales of the Flying Fox                 |                                    |       |
| 1985 | The Master Strikes Back                     | Soldato                            |       |
| 1985 | Girl with the Diamond Slipper               | Prigioniero con la giacca di pelle |       |
| 1985 | It's a Drink! It's a Bomb!                  | Killer giapponese alto             |       |
| 1985 | The Flying Mr. B                            | Alieno                             |       |
| 1985 | Let's Make Laugh II                         | Rapinatore di John                 |       |
| 1985 | Crazy Shaolin Disciples                     | Monaco calvo                       |       |
| 1986 | Inspector Chocolate                         | Contrabbandiere di bambini         |       |
| 1986 | The Seventh Curse                           | Aquala                             |       |
| 1987 | City on Fire                                | Chan Kam-wah                       |       |
| 1987 | Long Arm of the Law II                      | Li Heung-tung                      |       |
| 1987 | Tragic Hero                                 | Rapinatore di Yung                 |       |
| 1987 | Born to Gamble                              | Nuovo fidanzato di Winnie          |       |
| 1987 | Storia di fantasmi cinesi                   |                                    |       |
| 1988 | Moon, Star, Sun                             |                                    | Cameo |
| 1988 | Gunmen                                      | Sovrintendente                     |       |
| 1989 | Long Arm of the Law III                     | Mao Heung-yeung                    |       |
| 1989 | The Iceman Cometh                           | Scienziato                         |       |
| 1989 | Sentenced to Hang                           | Tang Chi-king                      |       |
| 1990 | Underground Express                         | Wong Bing                          |       |
| 1991 | To Be Number One                            | Dummy / Chi                        |       |
| 1991 | Prison on Fire II                           | Ufficiale Zau                      |       |
| 1991 | Sex and Zen                                 | Wong Chut                          |       |
| 1992 | Royal Tramp                                 | Oboi                               |       |
| 1992 | The Shootout                                | Han                                |       |
| 1992 | Lover's Tear                                | Lin Wei                            |       |
| 1992 | Dragon Inn                                  |                                    |       |
| 1993 | Lord of East China Sea                      | Yuen Siu-kwan                      |       |
| 1993 | Butterfly Sword                             | Suen Yuk-pa                        |       |
| 1993 | All Men Are Brothers - Blood of the Leopard | Lu Zhishen                         |       |
| 1993 | Lord of East China Sea II                   | Yuen Siu-kwan                      |       |
| 1993 | The Sword Stained with Royal Blood          | Primo Maestro Wan                  |       |
| 1993 | The Sword of Many Lovers                    | Fung Nam-tin                       |       |
| 1994 | God of Gamblers Return                      | Kok Ching-chung                    |       |
| 1994 | Ancient Chinese Whorehouse                  |                                    | cameo |
| 1994 | The Three Swordsmen                         | Wham Dao                           |       |
| 1994 | The Lovers                                  | Padre di Zhu Yingtai               |       |
| 1994 | Fatal Obsession                             |                                    |       |
| 1994 | The Great Conqueror's Concubine             | Zhongli Mo                         |       |
| 1994 | A Chinese Torture Chamber Story             | Win Chung-lung                     |       |
| 1994 | Hail the Judge                              | Panther                            |       |
| 1994 | Girls Unbutton                              | Lung Mao                           |       |
| 1994 | Deadful Melody                              | Tung-fong Pak                      |       |
| 1994 | Wonder Seven                                | Allenatore                         |       |
| 1994 | 1941 Hong Kong on Fire                      |                                    |       |
| 1994 | Law on the Brink                            |                                    |       |
| 1994 | Give and Take                               | Lupo mannaro                       |       |
| 1995 | Full Throttle                               | Lao Gui                            |       |
| 1995 | Trilogy of Lust II                          | Philip Chen                        |       |
| 1995 | Sixty Million Dollar Man                    | Professor Chang Sze                |       |
| 1995 | Ten Brothers                                | Generale Hu                        |       |
| 1995 | The Eternal Evil of Asia                    | Ah-kong                            |       |
| 1995 | 01:00 a.m.                                  | Ah-ming                            |       |
| 1995 | Spike Drink Gang                            | Macellaio                          |       |
| 1995 | The Meaning of Life                         |                                    |       |
| 1995 | China Dragon                                | Capo della gang alle Hawaii        |       |
| 1996 | The Hero of Swallow                         | Hung Lai-fu                        |       |
| 1996 | Till Death Do Us Laugh                      | Padre Chui                         |       |
| 1996 | Viva Erotica                                |                                    |       |
| 1996 | Yu Pui Tsuen III                            |                                    |       |
| 1996 | Street Angels                               | Moro                               |       |
| 1996 | Devil's Woman                               | Lam Kwok-kong                      |       |
| 1996 | Hong Kong Show Girl                         | Daai Hing                          |       |
| 1996 | Dangerous Duty                              | Assassino col cappello nero        |       |
| 1996 | Another Chinese Cop                         | Wa-keung                           |       |
| 1996 | Dragon in Shaolin                           | Fung                               |       |
| 1996 | Twinkle Twinkle Lucky Star                  | Dio dei cupidi                     |       |
| 1996 | Growing Up                                  | Professor Xu                       |       |
| 1996 | God of Gamblers 3: The Early Stage          | Lau Tai-chin                       |       |
| 1996 | Street of Fury                              | Chuen Wong                         |       |
| 1996 | Sex and Zen II                              | Sai Moon-kin                       |       |
| 1996 | Bloody Friday                               | police captain                     |       |
| 1997 | Chinese Midnight Express                    | Sam-chek-keuk                      |       |
| 1997 | Erotic Ghost Story - Perfect Match          | Monaco loquace                     |       |
| 1997 | Too Many Ways To Be No. 1                   |                                    |       |
| 1997 | The Fruit Is Swelling                       | Chiu Siu-fun                       |       |
| 1997 | 02:00 A.M.                                  | Kau / Lung                         |       |
| 1997 | Emperor in Lust                             | Imperatore Wong                    |       |
| 1997 | Romance of the West Chamber                 | Monaco Faben                       |       |
| 1997 | Midnight Zone                               | Ah-yan                             |       |
| 1998 | Chinese Erotic Ghost Story                  | Lu Pan                             |       |
| 1998 | Exodus from Afar                            | Hsu Tai-chiang                     |       |
| 1998 | Severely Rape                               | Jacky                              |       |
| 1998 | How to Get Rich by Fung Shui?               |                                    |       |
| 1998 | The Demon's Baby                            | Generale Hsu                       |       |
| 1998 | Take Five                                   |                                    |       |
| 1998 | Sex and Zen III                             | Sir Lui                            |       |
| 1998 | The Storm Riders                            | Seedy Sword                        |       |
| 1998 | Deadly Illusion                             | Wolf                               |       |
| 1998 | Faces of Horror                             |                                    |       |
| 1998 | Super Energetic Man                         | Capitan Lorento                    |       |
| 1998 | T.H.E. Professionals                        |                                    |       |
| 1999 | Hong Kong Spice Gals                        |                                    |       |
| 1999 | Indecent Woman                              |                                    |       |
| 1999 | Mysterious Story I: Please Come Back        |                                    |       |
| 1999 | A Man Called Hero                           | Bigotto                            |       |
| 1999 | Body Weapon                                 | Ufficiale Leung                    |       |
| 1999 | Loving Girl                                 |                                    |       |
| 1999 | Lawrence of Mongolia                        |                                    |       |
| 1999 | Love in Blue                                |                                    |       |
| 1999 | Bewitched                                   | Proprietario del bar               |       |
| 1999 | Water Margin: Heroes' Sex Stories           | Li Kui                             |       |
| 1999 | Wonton Love                                 | Tien Lie-liang                     |       |
| 1999 | Gambler Series: Fraudelent Culture          |                                    |       |
| 1999 | The Northern Swordsman                      |                                    |       |
| 1999 | Tattooed She-Killer                         |                                    |       |
| 1999 | The Doctor in Spite of Himself              | Maggiore Hum Kut                   |       |
| 1999 | Shui Hwu Legend                             |                                    |       |
| 1999 | The Wanted Convict                          |                                    |       |
| 1999 | Love & Sex in Sung Dynasty                  |                                    |       |
| 1999 | Gold Rush                                   |                                    |       |
| 2000 | Hong Kong Pie                               | Preside Tsui                       |       |
| 2000 | The Teacher Without Chalk                   | Preside                            |       |
| 2000 | Chinese Midnight Express II                 | Capo Warden                        |       |
| 2000 | The Duel                                    | Moustache Gold                     |       |
| 2000 | The Warning Time                            |                                    |       |
| 2000 | A Gifted Scholar and a Pretty Girl          |                                    |       |
| 2000 | Back for Your Life                          |                                    |       |
| 2001 | Sinful Confessions                          |                                    |       |
| 2001 | Moods of Love                               |                                    |       |
| 2001 | Clueless                                    | Kim                                |       |
| 2001 | Sex Medusa                                  | Cheung Yung-choi                   |       |
| 2002 | Cafe Shop                                   | Manager del caffè                  |       |
| 2003 | A Jealous Sister                            | Cheung                             |       |
| 2003 | The Spy Dad                                 | Lungyi                             |       |
| 2004 | Bodyguards                                  | Boss Chiu Hung                     |       |
| 2004 | Gun Affinity                                | Junqiang                           |       |
| 2004 | The Secret in Zhou Dynasty                  |                                    |       |
| 2005 | Hydra                                       |                                    |       |
| 2007 | Magazine Gap Road                           | Mao                                |       |
| 2011 | A Chinese Ghost Story                       | Capo del villaggio                 |       |

| Anno | Titolo                                | Ruolo                                       | Note |
| ---- | ------------------------------------- | ------------------------------------------- | ---- |
| 1994 | Secret Battle of the Majesty          | Nian Gengyao                                |      |
| 1995 | New Justice Bao                       | Chen Niu                                    |      |
| 1996 | Sun Tzu's Art of War                  |                                             |      |
| 1997 | Jingdu Shentan                        |                                             |      |
| 1997 | Yizhi Hua Heshang                     | Lu Zhishen                                  |      |
| 1999 | Young Hero Fang Shiyu                 |                                             |      |
| 2000 | Lotus Lantern                         | Tian Lei                                    |      |
| 2000 | The Duke of Mount Deer                | Oboi                                        |      |
| 2000 | Basui Longye Nao Dongjing             | Liang Ji                                    |      |
| 2002 | The Legendary Siblings 2              | Boss Yu                                     |      |
| 2002 | Book and Sword, Gratitude and Revenge | Tuying                                      |      |
| 2002 | Yinshu                                | Niu Dabizi                                  |      |
| 2003 | The Heaven Sword and Dragon Saber     | Xie Xun                                     |      |
| 2003 | The Price of Glory                    |                                             |      |
| 2003 | Four Marshals                         |                                             |      |
| 2004 | Suitang Yingxiong Zhuan               | Wang Xiao'er                                |      |
| 2004 | The Four Detective Guards             | Liu Jiyan                                   |      |
| 2004 | Xiqi Yangyang Zhu Bajie               | Wufa Wutian                                 |      |
| 2004 | Assassinator Jing Ke                  | Bai Qi                                      |      |
| 2005 | Detective Story A.S.T.                |                                             |      |
| 2005 | Chinese Paladin                       | Leader del Culto dell'Adorazione della Luna |      |
| 2005 | Devildom                              |                                             |      |
| 2005 | The Proud Twins                       | E Tongtian                                  |      |
| 2005 | The Little Fairy                      | Imperatore di Giada                         |      |
| 2007 | Junzi Haoqiu                          | Prince Jing                                 |      |
| 2008 | Royal Tramp                           | Oboi                                        |      |
| 2008 | The Legend of the Condor Heroes       | Ouyang Feng                                 |      |
| 2010 | Yang Guifei Mishi                     | An Lushan                                   |      |
| 2010 | Journey to the West                   | Sha Wujing                                  |      |

## Premi
- Tredicesimi Hong Kong Film Awards
- Sedicesimi Hong Kong Film Awards